# Die Extravaganten
Die Extravaganten ist ein Walzer von Johann Strauss (Sohn) (op. 205). Das Werk wurde am 26. Januar 1858 im Sofienbad-Saal in Wien erstmals aufgeführt.